# Raghunandan Pathak
Raghunandan Pathak (Bareilly, 25 november 1924 - Delhi, 17 november 2007) was een Indiaas rechter. Hij was een zoon van oud-vicepresident Gopal Swarup Pathak.

## Levensloop
Pathak studeerde aan het Ewing Christian College in Allahabad en de Universiteit van Allahabad. Hij sloot zijn studies af met een Bachelor of Laws en Master of Arts.
Hij begon zijn carrière in november 1948 als advocaat bij de Rechtbank van Allahabad, waarbij hij zich vooral richtte op grondrechten, burgerlijk recht, ondernemingsrecht en fiscaal recht, waaronder aangaande inkomstenbelasting en omzetbelasting.
In oktober 1962 werd hij benoemd tot extra rechter van de Rechtbank van Allahabad en in juli 1963 tot permanent rechter. In maart 1972 werd hij vervolgens rechter van de Rechtbank van de Himachal Pradesh. Daarna werd hij in 1978 benoemd tot rechter van het Hooggerechtshof van India en in 1986 benoemd tot hoogste rechter van dit rechtsorgaan.
Deze functie legde hij neer toen hij in 1989 werd benoemd tot rechter van het Internationaal Gerechtshof in Den Haag. Deze functie vervulde hij tot 1991. Hiermee maakte hij de termijn af van zijn landgenoot Nagendra Singh die tijdens zijn ambt was overleden.
In november 2005 nam Pathak het onderzoek op zich om de vermeende relatie tussen de Indiase regering en het Olie-voor-voedselprogramma te onderzoeken. Eind augustus 2006 bracht hij het onderzoeksresultaten naar buiten waar hij de corruptie van de voormalige Minister van Buitenlandse Zaken Natwar Singh blootlegde.
- Bibliothèque nationale de France: cb123957886 (data)
- Gemeinsame Normdatei: 104212268
- International Standard Name Identifier: 0000 0001 1480 1843
- Library of Congress Control Number: n89209173
- Nederlandse Thesaurus van Auteursnamen: 070968616
- Système universitaire de documentation: 25120118X
- Virtual International Authority File: 112671415
- WorldCat: E39PBJwMwRQ6RktPJGmRrdcVmd